# 西屬摩洛哥
西屬摩洛哥，1912年3月30日在費茲簽訂《費茲條約》，摩洛哥變為法國的保護領，即法屬摩洛哥。1912年11月27日法国把摩洛哥北部和南部地區保護者的地位“转租”给西班牙，即西屬摩洛哥。
西班牙设立休达、梅利利亚、阿拉伊什3个军区司令部，名义上受得土安的高级专员领导，实际上各行其是。西班牙还扶持穆莱·迈赫迪任哈里发，1913年4月在得士安即位。
1956年3月2日，法國同意廢止費茲條約，承認摩洛哥獨立，西班牙也在4月7日跟進，廢止該條約。但休達和梅利利亞兩個屬地至今仍為西班牙領土。